# Personaggi di Una vita da vivere
Lista dei personaggi della soap opera della ABC Una vita da vivere.

## Cast

### Membri del cast finale (2012)
| Attore              | Ruolo                      | Durata                                     |
| ------------------- | -------------------------- | ------------------------------------------ |
| Kristen Alderson    | Starr Manning              | 1998–2012                                  |
| Melissa Archer      | Natalie Buchanan           | 2001–2012                                  |
| Terri Conn          | Aubrey Wentworth           | 2010–2012                                  |
| Kassie DePaiva      | Blair Cramer               | 1993–2012                                  |
| Michael Easton      | John McBain                | 2003–2012                                  |
| Shenell Edmonds     | Destiny Evans              | 2009–2012                                  |
| Farah Fath          | Gigi Morasco Stacy Morasco | 2007– 2011–2012                            |
| David Gregory       | Robert Ford                | 2009–2012                                  |
| Roger Howarth       | Todd Manning               | 1992–1995, 1996–1998, 2000–2003, 2011–2012 |
| Josh Kelly          | Cutter Wentworth           | 2010–2012                                  |
| Ted King            | Tomás Delgado              | 2011–2012                                  |
| John-Paul Lavoisier | Rex Balsom                 | 2002–2012                                  |
| Mark Lawson         | Brody Lovett               | 2008–2012                                  |
| Florencia Lozano    | Téa Delgado                | 1997–2000, 2002, 2008–2012                 |
| Kelley Missal       | Danielle Manning           | 2009–2012                                  |
| Lenny Platt         | Nate Salinger              | 2010–2012                                  |
| Sean Ringgold       | Shaun Evans                | 2006–2012                                  |
| Nic Robuck          | James Ford                 | 2010–2012                                  |
| Erika Slezak        | Victoria Lord              | 1971–2012                                  |
| Hillary B. Smith    | Nora Hanen Buchanan        | 1992–2012                                  |
| Andrew Trischitta   | Jack Manning               | 2011–2012                                  |
| Jerry verDorn       | Clint Buchanan             | 2005–2012                                  |
| Bree Williamson     | Jessica Buchanan           | 2003–2012                                  |
| Robert S. Woods     | Bo Buchanan                | 1979–1986, 1988–2012                       |

### Membri del cast ricorrente (2012)
| Attore                                         | Ruolo                    |
| ---------------------------------------------- | ------------------------ |
| Eddie Alderson                                 | Matthew Buchanan         |
| Peter Bartlett                                 | Nigel Bartholomew-Smythe |
| Nick Choksi                                    | Vimal Patel              |
| Patricia Elliott                               | Renée Divine Buchanan    |
| Andrea Evans                                   | Tina Lord                |
| Frankie Faison                                 | Richard Evans            |
| Patrick J. Gibbons                             | Sam Manning              |
| Kearran Giovanni                               | Dr. Vivian Wright        |
| Ilene Kristen                                  | Roxanne Balsom           |
| John Loprieno                                  | Cord Roberts             |
| Christian & Gavin McGinley                     | Liam                     |
| Wendy Moniz                                    | Mayor Kathleen Finn      |
| Tonye Patano                                   | Phylicia Evans           |
| Austin Peck                                    | Rick Powers              |
| Stephanie Schmal                               | Bree Brennan             |
| Amanda Setton                                  | Kimberly Andrews         |
| Madeline Sullivan Molly Sullivan Tess Sullivan | Hope Manning             |
| Matthew & Nicholas Urbanowicz                  | Ryder Ford               |
| Shenaz Treasury                                | Rama Patel               |
| Austin Williams                                | Shane Morasco            |
| Kim Zimmer                                     | Echo DiSavoy             |

### Prima di diventare famosi
| Attore             | Ruolo            | Durata                                 |
| ------------------ | ---------------- | -------------------------------------- |
| Reiko Aylesworth   | Rebecca Lewis    | 1993–1995                              |
| Tom Berenger       | Tim Siegel       | 1975–1976                              |
| Yasmine Bleeth     | LeeAnn Demerest  | 1991–1993                              |
| Jonathan Brandis   | Kevin Buchanan   | 1982                                   |
| Dixie Carter       | Dorian Cramer    | 1974                                   |
| Bryan Cranston     | Dean Stella      | 1985                                   |
| Marcia Cross       | Kate Sanders     | 1986–1987                              |
| John Cullum        | Artie Duncan     | 1969                                   |
| Roma Downey        | Johanna Leighton | 1988                                   |
| Julia Duffy        | Karen Wolek      | 1977                                   |
| Nathan Fillion     | Joey Buchanan    | 1994–1997, 2007                        |
| Laurence Fishburne | Josh Hall        | 1973–1976                              |
| Faith Ford         | Muffy Critchlow  | 1983                                   |
| Barbara Garrick    | Allison Perkins  | 1986–1987, 2001–2002, 2003, 2008, 2010 |
| Richard Grieco     | Rick Gardner     | 1986–1987                              |
| Danielle Harris    | Sammi Garretson  | 1985–1987                              |
| Tommy Lee Jones    | Dr. Mark Toland  | 1971–1975                              |
| Joe Lando          | Jake Harrison    | 1990–1992                              |
| Judith Light       | Karen Wolek      | 1977–1983                              |
| Colm Meaney        | Alf              | 1987–1988                              |
| Hayden Panettiere  | Sarah Roberts    | 1994–1997                              |
| Connor Paolo       | Travis O'Connell | 2004                                   |
| Jameson Parker     | Brad Vernon      | 1976–1978                              |
| Ryan Phillippe     | Billy Douglas    | 1992–1993                              |
| Phylicia Rashād    | Courtney Wright  | 1981–1983                              |
| Elisabeth Röhm     | Dorothy Hayes    | 1997–1998                              |
| Brandon Routh      | Seth Anderson    | 2001–2002                              |
| Jessica Tuck       | Megan Gordon     | 1988–1992                              |
| Blair Underwood    | Bobby Blue       | 1985–1986                              |
| Casper Van Dien    | Ty Moody         | 1993–1994                              |
| Mario Van Peebles  | Doc Gilmore      | 1982–1983                              |
| Nana Visitor       | Georgina Whitman | 1982                                   |

### Celebrità ospiti
| Ospite          | Anno  |
| --------------- | ----- |
| Joyce Brothers  | 1972  |
| Hazel Scott     | 1973  |
| Walter Slezak   | 1974  |
| Sammy Davis Jr. | 1979  |
| Gene Rayburn    | 1970s |
| Roberta Peters  | 1982  |
| Peabo Bryson    | 1985  |
| Beach Boys      | 1988  |
| Bill Anderson   | 1980s |
| Arlene Dahl     | 1980s |
| Hugh Downs      | 1980s |
| Ivana Trump     | 1991  |
| Kurtis Blow     | 1991  |
| Dr. Ruth        | 1992  |
| Reba McEntire   | 1992  |
| Robin Leach     | 1992  |
| Eileen Heckart  | 1992  |
| Elaine Stritch  | 1993  |
| Bill Medley     | 1994  |
| Darlene Love    | 1994  |
| Marsha Mason    | 1994  |
| Little Richard  | 1995  |

| Ospite           | Anno       |
| ---------------- | ---------- |
| The Chieftains   | 1996       |
| Robert Vaughn    | 1996       |
| Erykah Badu      | 1997       |
| Marian Seldes    | 1998       |
| Frank McCourt    | 1990s      |
| Jeremy Roenick   | 2000       |
| Chris Therien    | 2000       |
| Sheldon Souray   | 2000       |
| Kevin Weekes     | 2000       |
| Scott Gomez      | 2000       |
| Betty Rollin     | 2000       |
| Kortney Kayle    | 2001       |
| Charles Busch    | 2001       |
| Sylvia Miles     | 2002       |
| Paul Taylor      | 2004       |
| Simply Red       | 2004       |
| Travis Fox       | 2005       |
| Jai Rodriguez    | 2005       |
| Mary J. Blige    | 2006, 2008 |
| Marysol Castro   | 2006       |
| Lifehouse        | 2006, 2010 |
| Tito Puente, Jr. | 2006       |

| Ospite                   | Anno |
| ------------------------ | ---- |
| Jeannie Ortega           | 2006 |
| Lauren Flynn             | 2007 |
| Nelly Furtado            | 2007 |
| Joy Behar                | 2007 |
| Elisabeth Hasselbeck     | 2007 |
| Timbaland                | 2007 |
| Keri Hilson              | 2007 |
| OneRepublic              | 2007 |
| Snoop Dogg               | 2008 |
| Puddle of Mudd           | 2008 |
| Plain White T's          | 2009 |
| Rachael Yamagata         | 2009 |
| The Pussycat Dolls       | 2009 |
| Lionel Richie            | 2009 |
| Frankie Negrón           | 2009 |
| The All-American Rejects | 2009 |